# Joachim Hornung (Kirchenlieddichter)
Joachim Hornung (* 16. Jahrhundert; † 16. Jahrhundert) war ein deutscher Kirchenlieddichter. Er wirkte als Pfarrer in Sulzbach-Laufen, er war erblindet. In Nürnberg ließ er 1557 bei Valentin Neuber auf acht Seiten drei geistliche Klagelieder drucken. In den Liedern bittet er, von der Erblindung erlöst zu werden. Bereits 1558 wurden die Lieder erneut gedruckt, 1570 wurden sie in Nürnberg im zweiten Teil von Johann Kolers Gesangbuch christliche Hausgesänge veröffentlicht.